# Arakaldo
Arakaldo en basque ou Aracaldo en espagnol est une commune de Biscaye dans la communauté autonome du Pays basque en Espagne.
Le nom officiel de la ville est Arakaldo.

## Toponymie
Le nom du village a été traditionnellement écrit comme Aracaldo jusqu'à ce qu'en 1996 la mairie adopte la dénomination officielle Arakaldo. Arakaldo est l'adaptation d'Aracaldo conformément aux règles orthographiques modernes de la langue basque.
La signification étymologique d'Arakaldo est inconnue. Il convient de le mettre en rapport avec celui de la proche Barakaldo.

## Démographie

### Quartiers
Les quartiers d'Arakaldo sont: Elexalde, Etxebarri, Ibertxe, Iturriaga, Madariaga et La Isla.

## Histoire
Arakaldo a été séparé de l'elizate voisine d'Arrankudiaga en 1520 en se constituant en paroisse et elizate indépendante. Toutefois, cette séparation s'est produite sans autorisation de la seigneurie de Biscaye, ce pourquoi Arakaldo n'a jamais disposé de représentants dans les Juntes Générales de Biscaye et par conséquent a continué à dépendre dans la comarque politique de la représentation de la localité voisine. Durant le XIXe siècle, Arakaldo a acquis la condition de municipalité à la suite de la réforme municipale et a conservé cette condition jusqu'à nos jours malgré sa faible population.
Pendant les guerres carlistes, elle a été incendiée et n'ont résisté que l'église et deux maisons.
Dans les années 1970, on a construit l'autoroute AP-68, traversant son territoire municipal. Ce sera la modification la plus importante effectuée dans son paysage pendant les dernières décennies.

## Économie
Arakaldo est un village avec un produit intérieur brut par habitant qui est le triple du reste du Pays basque. Cela est dû au fait à la faible population et une industrie implantée dans la municipalité.
Secteur primaire : a été le moteur de l'économie d'Arakaldo jusqu'à quelques décennies. La population d'Arakaldo était consacrée aux tâches traditionnelles de culture des terres - blé, maïs, fruits, légumes et à l'élevage, dans les fermes qui composaient la municipalité. Toutefois, même si la municipalité maintient son aspect rural, selon le recensement de 2001, il ne restait déjà aucun habitant qui se consacrerait professionnellement à l'agriculture. Le secteur primaire a représenté durant l'année 2000 seulement 2,77 % de la valeur ajoutée de la municipalité.
En 1999, il y avait 25 exploitations agricoles-d'élevage recensées dans la municipalité occupant 230 hectares. Près de 77 % du territoire municipal (quelque 203 hectares) est occupé par des plantations de pins de Monterrey destinés à la construction.
Secteur secondaire : En 1971, on a transféré à Arakaldo la firme Postensa, appelée Norten PH depuis 2000. Cette entreprise se consacre à l'élaboration de béton préfabriqué et emploie plus de 100 personnes, un chiffre qui est supérieur à toute la population de la municipalité. La plupart des travailleurs de cette entreprise proviennent d'autres municipalités, puisque selon les données du recensement de 2001, seulement 8 habitants travaillaient dans le secteur industriel.

### Sources
- (es) Cet article est partiellement ou en totalité issu de l’article de Wikipédia en espagnol intitulé « Aracaldo » (voir la liste des auteurs).